# Brenthis poecilla
Brenthis poecilla är en fjärilsart som beskrevs av De Sagarra 1924. Brenthis poecilla ingår i släktet Brenthis och familjen praktfjärilar. Inga underarter finns listade i Catalogue of Life.